# Masae Tsuchiya
Masae Tsuchiya (japanisch 土屋 正恵 Tsuchiya Masae; * 13. Dezember 1996 in Hachimantai) ist eine japanische Skilangläuferin.

## Werdegang
Tsuchiya startete im Dezember 2015 in Otoineppu erstmals im Far-East-Cup und belegte dabei die Plätze 47 und 26 über 5 km. In der Saison 2017/18 kam sie viermal unter die ersten Zehn und errang damit den neunten Platz in der Gesamtwertung des Far-East-Cups. In der folgenden Saison wurde sie Zehnte in der Gesamtwertung. Dabei erreichte sie in Sapporo mit Platz zwei über 10 km Freistil ihre erste Podestplatzierung in dieser Rennserie. Auch zu Beginn der Saison 2019/20 wiederholte sie in Otoineppu über 5 km klassisch diese Platzierung. Es folgte dort ihr erster japanischer Meistertitel über 5 km klassisch. In der Saison 2020/21 wurde sie japanische Meisterin in der Verfolgung und bei den Nordischen Skiweltmeisterschaften 2021 in Oberstdorf im 15-km-Skiathlon 39., im 10-km-Freistilrennen 30. und im Massenstart über 30 km klassisch 35. In der Staffel, in der sie die Startläuferin war, wurde Japan 10. mit 5:30 Minuten Rückstand auf die Gewinner aus Norwegen. In der folgenden Saison siegte sie bei den japanischen Meisterschaften in der Verfolgung und nahm bei den Olympischen Winterspielen 2022 in Peking an vier Rennen teil. Ihre besten Platzierungen dabei waren der 35. Platz im Skiathlon und der 11. Rang mit der Staffel.

## Siege bei Continental-Cup-Rennen
| Nr. | Datum             | Ort       | Disziplin       | Serie        |
| --- | ----------------- | --------- | --------------- | ------------ |
| 1.  | 8. Januar 2022    | Sapporo   | 5 km Freistil   | Far East Cup |
| 2.  | 9. Januar 2022    | Sapporo   | 5 km klassisch  | Far East Cup |
| 3.  | 7. Januar 2023    | Sapporo   | 5 km klassisch  | Far-East-Cup |
| 4.  | 8. Januar 2023    | Sapporo   | 10 km Freistil  | Far-East-Cup |
| 5.  | 27. Dezember 2023 | Otoineppu | 5 km Freistil   | Far-East-Cup |
| 6.  | 7. Januar 2024    | Sapporo   | Sprint Freistil | Far-East-Cup |
| 7.  | 8. Januar 2024    | Sapporo   | 10 km Freistil  | Far-East-Cup |
| 8.  | 1. März 2024      | Sapporo   | 5 km klassisch  | Far-East-Cup |
| 9.  | 26. Dezember 2024 | Otoineppu | 10 km klassisch | Far-East-Cup |
| 10. | 27. Dezember 2024 | Otoineppu | 10 km Freistil  | Far-East-Cup |
| 11. | 11. Januar 2025   | Sapporo   | 5 km klassisch  | Far-East-Cup |
| 12. | 12. Januar 2025   | Sapporo   | Sprint Freistil | Far-East-Cup |
| 13. | 13. Januar 2025   | Sapporo   | 15 km Freistil  | Far-East-Cup |

## Teilnahmen an Weltmeisterschaften und Olympischen Winterspielen

### Olympische Spiele
- 2022 Peking: 11. Platz Staffel, 35. Platz 15 km Skiathlon 36. Platz 30 km Freistil Massenstart, 46. Platz 10 km klassisch

### Nordische Skiweltmeisterschaften
- 2021 Oberstdorf: 10. Platz Staffel, 30. Platz 10 km Freistil, 35. Platz 30 km klassisch Massenstart, 39. Platz 15 km Skiathlon
- 2023 Planica: 28. Platz 15 km Skiathlon
- 2025 Trondheim: 10. Platz Staffel, 25. Platz 20 km Skiathlon, 29. Platz 10 km klassisch